# La Part-Dieu
Pour les articles homonymes, voir Part-Dieu (homonymie).
La Part-Dieu est un quartier situé dans le 3e arrondissement de la ville de Lyon, en France. La Part-Dieu est considéré comme le deuxième centre-ville de Lyon après la Presqu'île et est le second quartier d'affaires français après La Défense. Conçu initialement comme une alternative au centre-ville ancien, ce quartier est devenu alors le premier quartier d'affaires de France hors Île-de-France. Il est essentiellement composé d'immeubles bas et de tours. C'est le « centre névralgique » de l'agglomération lyonnaise en tant que métropole d'équilibre en France ; important pôle d'échanges multimodal en France (et européen), ce quartier nouveau comporte les facilités d'accès à Lyon par l'avion, son accès direct par le train, l'accès à toute l'agglomération-département (métro-tramway-bus).
La combinaison initiale du projet de 1960 habitation-commerces-activité dans le tertiaire est toujours actuellement de circonstance pour garder le quartier « vivant » (économiquement actif et patrimoine architectural récent valorisé).

## Situation
Situé sur la rive gauche (à l'est) du Rhône, ce quartier abrite notamment le centre commercial de La Part-Dieu et la gare de Lyon-Part-Dieu. Il est délimité à l'ouest par la rue Garibaldi, au sud par le quartier de la Buire, à l'est par la rue de la Villette et au nord par le cours La Fayette.

## Histoire

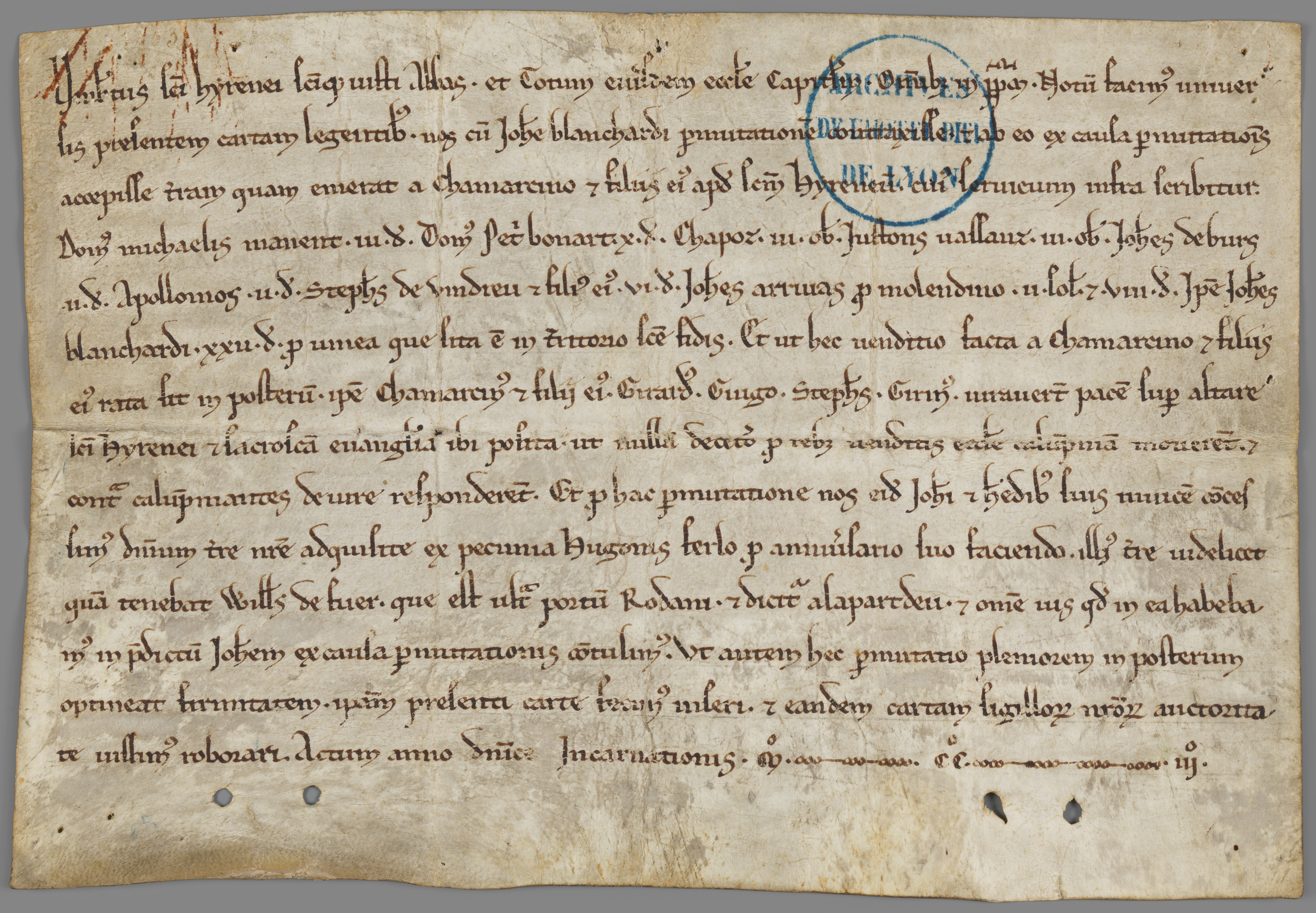
Octroi de 1203 cédant le domaine de la Par-deu.

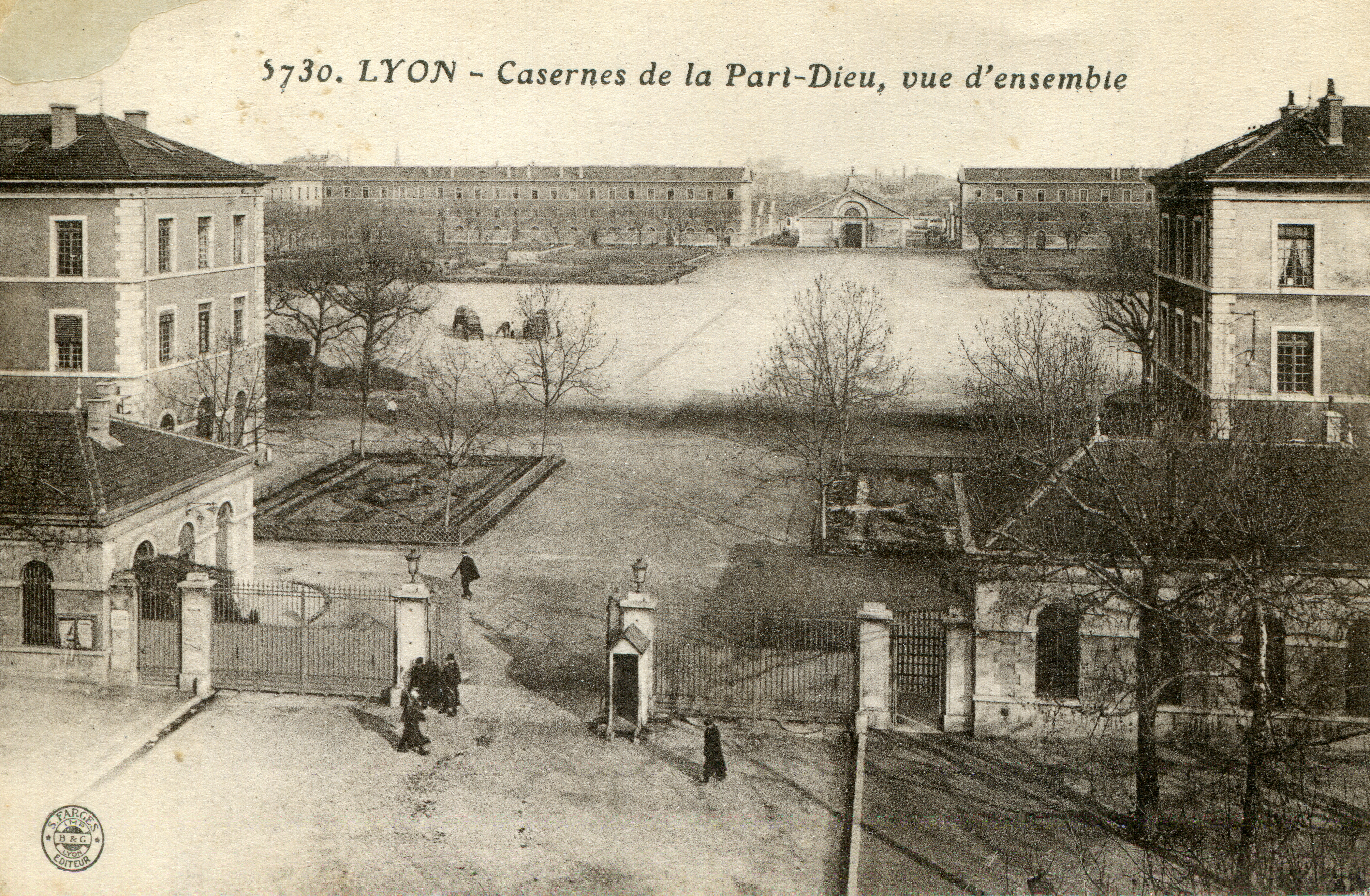
Casernes de la Part-Dieu dans la première moitié du XXe siècle.

### Origine du nom
La Part-Dieu apparaît pour la première fois dans un accord de 1203 entre l'abbaye de Saint-Irénée de Lyon et un certain Jean Blanchard, qui reçoit le « dominium » d'une terre « au-delà du port du Rhône » qui est dite « a la part Deu », orthographe ancienne pour l'actuelle « Part-Dieu », que l'on peut comprendre comme la « propriété de Dieu » ou le « don de Dieu ». Une hypothèse de ce nom semble renvoyer à la nature marécageuse de la zone qui s'étend du quartier des Brotteaux (le « broteau » est une terre basse et inondable) à l'axe actuel du cours Lafayette : un homme pieux du XIIe siècle aurait vu, dans la partie sud épargnée par les eaux et rendue fertile, un don du Ciel.

### Chronologie
Les terrains constituant actuellement le quartier de la Part-Dieu furent longtemps composés de champs et de terrains insalubres soumis aux inondations du Rhône. D'après un inventaire des biens de l'Hôtel Dieu, la terre aurait été donnée aux moines de Saint-Irénée, en 1150, par Guillaume de Fuer, d'une famille attestée du patriciat lyonnais. Les moines confient le domaine à des gestionnaires, comme Jean Blanchard en 1203.
À la fin du XVe siècle, ces terres sont rassemblées sous l'égide d'une famille noble, les Rousselet, qui les cède en 1571 à Jean Le Mort, secrétaire ordinaire de Catherine de Médicis. Jean Le Mort transforme la demeure qui existait déjà en une véritable maison forte. En 1620, l'ensemble est cédé à Amable de la Pelonce, noble et chevalier, qui la lègue en 1649 à Genis Dumas. En 1670, la seigneurie est la possession de Marc-Antoine Mazenod, ancien échevin de Lyon, qui la lègue par son testament de 1679 à sa fille Catherine, devenue en 1694 Madame de Servient. Les bâtiments sont situés à proximité de l'angle des rues André Philip et Chaponnay (noms en vigueur depuis les années 1970). Catherine de Servient les vend en viager aux Hospices civils de Lyon qui les récupèrent en 1737. Les Hospices civils les cèdent à leur tour en 1844 pour construire les casernes de la Part-Dieu, qui resteront en activité pendant plus d'un siècle.
En 1852, le quartier, alors dépendant de la Guillotière, est annexé à la ville de Lyon. Jusqu'alors, ⅘ du territoire de la rive gauche du Rhône sont encore occupés par les grandes fermes toujours en activité. L'évolution vers les pépinières et le maraîchage s'accentue, par exemple, autour de la place Danton actuelle, et son domaine de Champfleury. En 1926, la municipalité de Lyon qui souhaite récupérer les terrains pour y construire un nouveau quartier, organise un concours d'architecture, dont le projet lauréat prévoit l'édification de deux tours. Ce projet ne voit cependant pas le jour, du fait de l'opposition de l'administration militaire.
| Bibliothèque Gare SNCF Commerces Tour · Swiss Life Tour · EDF Tour · Palatine Antenne · France 3 Grand · Lyon Halles · P.Bocuse Tour · Incity Imm. · B.Pop. Imm. · Le Britannia Imm. Caisse · d'Epargne Cité administrative · d'État Tour · Part-Dieu Tour · Oxygène Auditorium · M.Ravel |

Après la libération sous l'impulsion de Eugène Claudius-Petit et Laurent Bonnevay le quartier est le lieu de l'expérimentation d'urbanisme style « mouvement moderne » avec une architecture « corbuséenne ».
Au milieu des années 1950, s'engage l'opération « Brotteaux-Part Dieu » qui vise à assainir une large partie du troisième et du sixième arrondissements de Lyon,.
En 1957, le ministère de la Défense vend les terrains de la caserne à la ville de Lyon, qui confie l'aménagement à la SERL (Société d’équipement du Rhône et de Lyon). Au début des années 1960, le projet d'aménagement de la Part-Dieu se transforme pour réaliser un véritable « centre directionnel ». Le programme de ce « centre directionnel » est présenté en 1963 par l'architecte Charles Delfante, nommé urbaniste en chef par le maire de Lyon Louis Pradel.
De 1948 à 1958, le Groupement d'Urbanisme de la Région Lyonnaise élabore le plan directeur approuvé en 1962.
À l'origine, dans les différents projets, le centre a navigué entre l'ouest lyonnais (sur une côte trop éloignée), la Presqu'île (trop petite), et La Part-Dieu.
En définitive, le projet a été stabilisé à La Part-Dieu ; on y prévoit de réaliser un nouveau quartier central, qui comprendrait un pôle culturel (comprenant une bibliothèque, une salle de concert…), un pôle commercial, un pôle de bureaux privés (à la condition que les bureaux soient destinés à l'accueil du public), un pôle administratif (dont une annexe de la mairie de Lyon) et des logements. « Le projet change progressivement de nature » (C. Delfante,sic)…
Le pôle culturel se réduit à la Bibliothèque et à l'Auditorium, chacun à une extrémité du site. L'axe est-ouest est « détruit » (C. Delfante,sic) par le centre commercial qui enjambe la rue Servient. Une gare était envisagée dans les années 1960 à l'emplacement des terrains du PLM Marseille et Grenoble très utilisés en zone d'activité commerciale par la SNCF, mais le projet est abandonné avant de resurgir en 1971, par suite de la décision de construire un train rapide, le futur TGV, qui implique de remplacer l'ancienne gare des Brotteaux. La nouvelle gare ouvre ses portes en 1983, deux ans après l'inauguration de la ligne à grande vitesse reliant Paris à Lyon en 1981.
La Part-Dieu voit le jour, lentement. Un gigantesque centre commercial (120 000 m2, alors qu'il était prévu 50 000 m2) voit le jour. Des immeubles se construisent péniblement jusqu'en 1972, puis rapidement l'ensemble des îlots trouvent preneur. Seuls les lots « R » et « J » restent vides. Le lot « R » accueille la tour Oxygène en mars 2010.
Achevée en 2015, la Tour Incity devient à son tour la plus haute tour de Lyon, et le plus haut gratte-ciel de France hors Paris (3e plus haut en comptant Paris). 
Dans les décennies 2010-2020, le quartier de la Part-Dieu est l'objet d'importants travaux, comme ceux autour de la gare, visant à adapter ce lieu à l'afflux de voyageurs, ou encore comme les travaux de l'extension du centre commercial,. Au printemps 2025, la place Charles-Béraudier devant la gare de la Part-Dieu voit la construction de la « place basse » se terminer, créant un espace en sous-sol incluant un dépose-minute et un important parking à vélo.

## Urbanisme

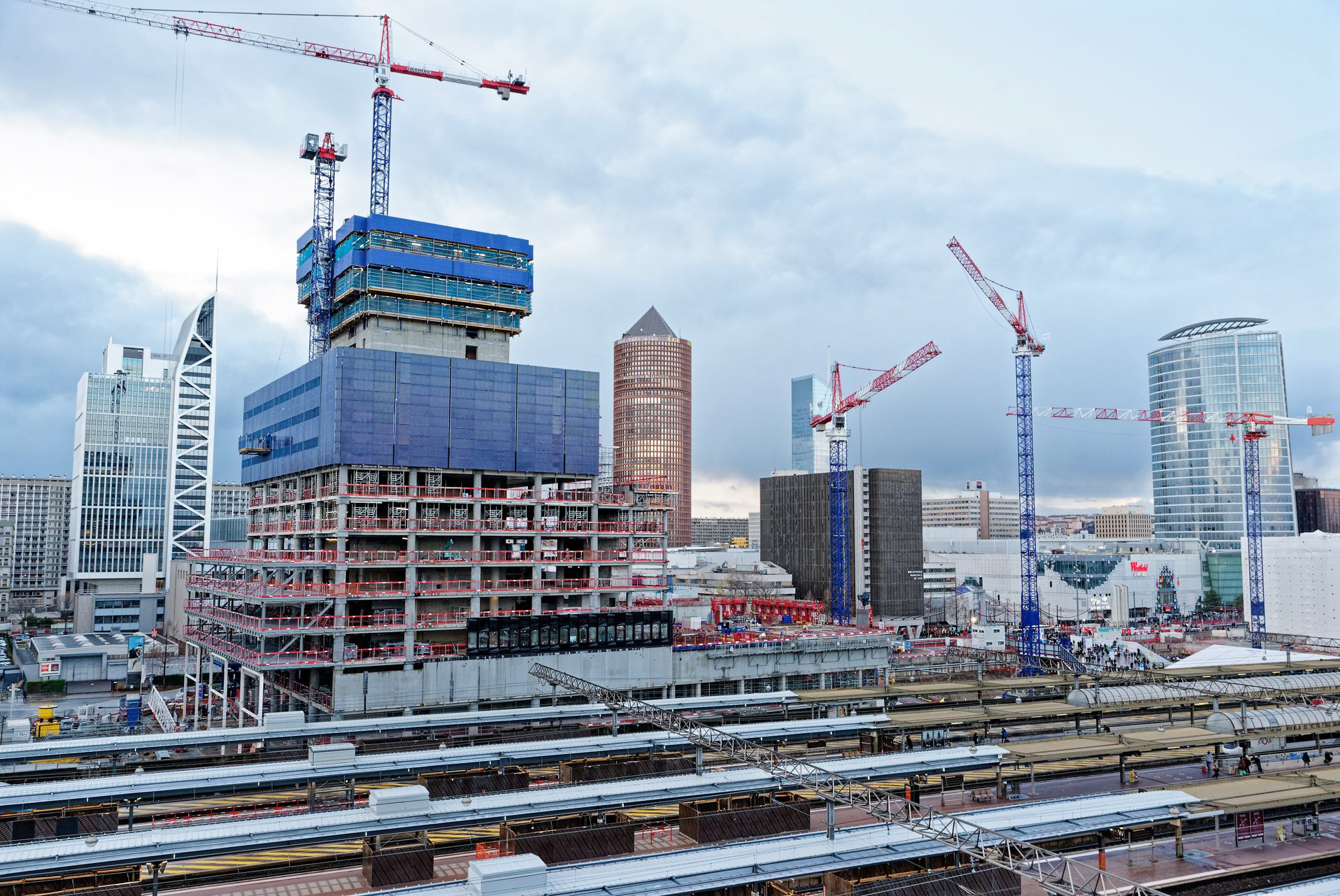
Le quartier d'affaires de la Part-Dieu (Lyon 3e), et ses immeubles de grande hauteur en 2021 : de gauche à droite, la tour Silex 2, la tour To-Lyon en travaux, la tour Part-Dieu, dit « le crayon », la tour Incity et la tour Oxygène.

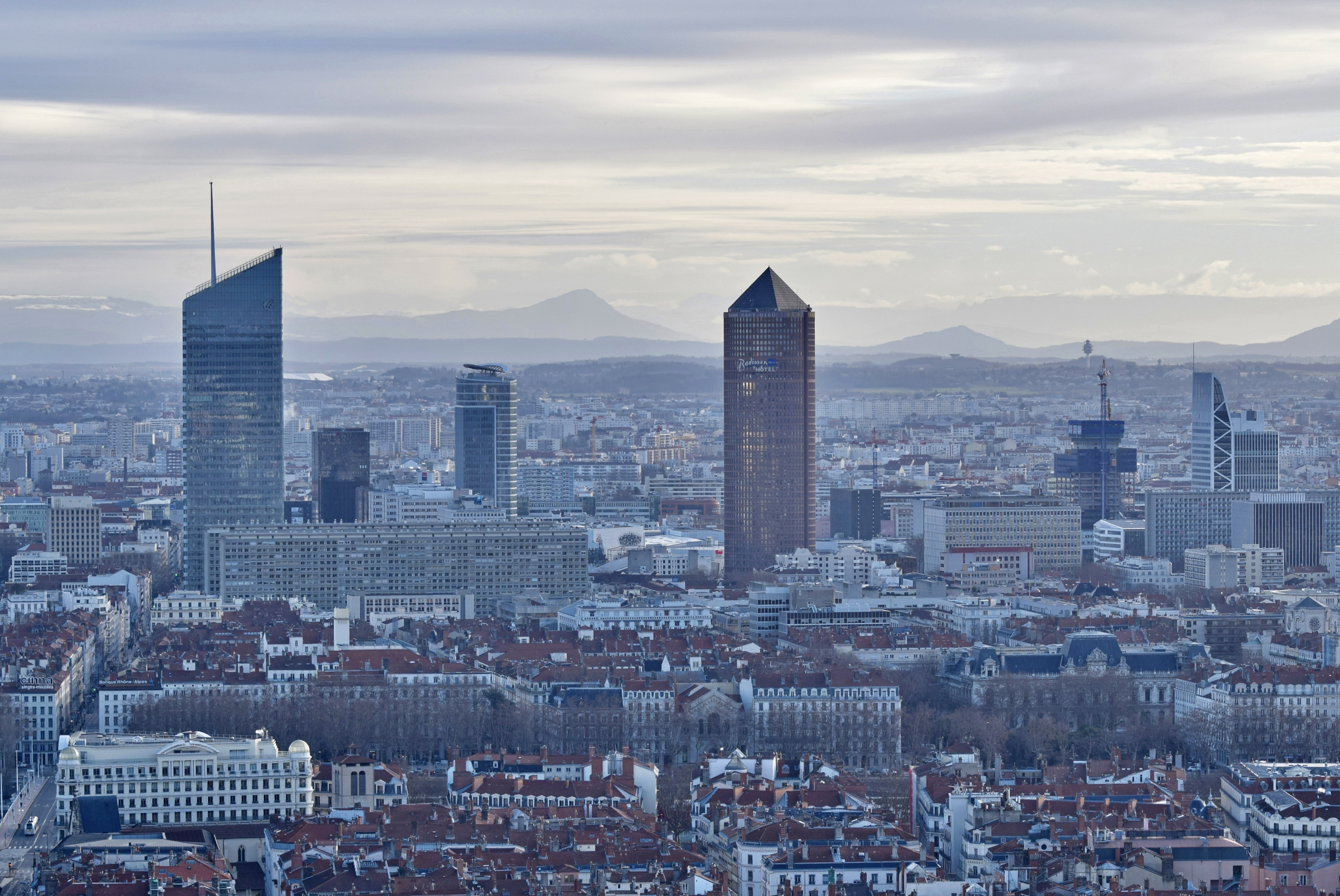
Le quartier d'affaires de la Part-Dieu vu depuis Fourvière, pendant la construction de la tour To-Lyon

Ce quartier voué au tertiaire possède peu de logements et est caractéristique de l'urbanisme sur dalle, en vogue durant les Trente Glorieuses. Les architectes en sont Jacques Perrin-Fayolle, Jean Sillan et Jean Zumbrunnen sous la direction de Charles Delfante. L'un des objectifs de cet emploi d'une dalle consiste notamment à créer une nette séparation des flux motorisés et du stationnement par rapport aux autres modes de déplacement. Cette technique est aujourd'hui considérée comme la source de nombreuses difficultés de fonctionnement et de perception de la ville : création en sous-sol et en terrasse de zones désertées et peu sûres, déconnexion de la ville de la réalité du terrain, de son histoire, de son relief, transition souvent ratée avec les quartiers voisins, dangerosité constatée des « raccourcis » (pris au niveau circulation automobile) utilisés par les piétons.
De fait, la réalisation du niveau piétons ne put atteindre ses objectifs, parce que la Cité administrative d'État fut construite d'emblée en dérogation aux règles devant permettre une circulation globale sur tout le quartier.
Cependant après la destruction des passerelles et la mise à niveau du sol des circulations piétons et vélos, le toit du « Crayon » illuminé, la devanture du centre commercial et les enseignes publicitaires sur la gare soulignent la modernité du quartier. Elle suit l'évolution de la notion de « ville-lumière » avec la mise valeur du patrimoine, une conséquence de la technique (led) et de la tradition de la Fête des Lumières. Les éclairages du boulevard Vivier-Merle (néons bleus sur les bâtiments, lampadaires de même couleur) et de la bibliothèque (illuminée par un faisceau dirigé vers le ciel), sont particulièrement remarquables. Mais on peut souligner également le sommet de la Tour Oxygène éclairé par un défilement de plusieurs couleurs.
Depuis 2010, la Métropole de Lyon a lancé un projet urbain destiné à renouveler le quartier et faire de Lyon Part-Dieu une référence internationale en matière d'innovation urbaine et de performance économique d'ici 2030. Il repose sur la coproduction entre acteurs privés et publics. Depuis 2015, le projet est conduit par une Société Publique Locale (SPL), outil d'aménagement de la Métropole et de la Ville de Lyon sur un périmètre de 177 hectares.
Une flamme postale est spécialement dédiée en 1995 aux 20 ans de la Part-Dieu et est donc intitulée La Part Dieu 20 ans 1975 1995.
À noter ces chiffres-clefs de 2015 :
- Près de 1 600 000 m2 d’activités tertiaires dans une ville qui en compte 4,3 millions de m²
- 56 000 emplois et 2 500 établissements.
- 78 sièges sociaux de plus de 1 000 salariés.
- 730 sièges sociaux de moins de 1 000 salariés.
- Plus de 50 000 emplois et près du double en comptant sa proche périphérie
- 1 125 chambres d’hôtel
- 7 000 places de stationnement public
- 100 000 personnes par jour en moyenne au centre commercial
- 34 millions de visiteurs par an au centre commercial
- 1,2 million de visiteurs aux Halles Paul Bocuse
- 100 000 personnes par jour transitant à la gare, 28 millions de voyageurs par an
- 500 000 déplacements quotidiens dans le quartier
- 20 600 habitants et 13 500 logements.

## Déplacements urbains
Les déplacements urbains sont facilités sur le site de la Part-Dieu par le maillage du réseau des TCL : de nombreuses lignes de bus ont un terminus à la Part-Dieu ; la ligne B du métro et les tramways T1, T3 et T4 y passent ; le quartier est aussi desservi par les lignes fortes de trolleybus C1, C2 et C3.
Depuis le 9 août 2010, le tram-train Rhônexpress, géré par SYTRAL Mobilités et exploité par une filiale de Transdev, relie la Part-Dieu à l'aéroport Saint-Exupéry.

### Lignes de transports en commun desservant le quartier
- Gare Part-Dieu - Vivier Merle
- Gare Part-Dieu - Villette
- Part-Dieu - Jules Favre
- Part-Dieu - Servient
- Part-Dieu - Renaudel
- Part-Dieu - Auditorium

## Détail des constructions

### Les principales tours
Les sept tours actuellement construites à la Part-Dieu d'au moins 80 mètres sont la tour Incity, la tour To-Lyon, la tour Part-Dieu, la tour Silex 2, la tour Oxygène, la tour Swiss Life, et la tour EDF Lyon. Les constructions futures de tours tendent à composer une skyline et à s'inscrire dans un panorama urbain qui s'inspire de la chaîne des Alpes.
Les principales tours du quartier d'affaires de la Part-Dieu :
| Place | Nom             | Date de livraison | Hauteur | Étages | État       |
| ----- | --------------- | ----------------- | ------- | ------ | ---------- |
| 1     | Tour M2         | Inconnue          | 215     | 55     | En projet  |
| 2     | Tour Incity     | 2015              | 200     | 39     | Construite |
| 3     | Tour To-Lyon    | 2023              | 170     | 43     | Construite |
| 4     | Tour Part-Dieu  | 1977              | 165     | 42     | Construite |
| 5     | Tour Silex 2    | 2021              | 130     | 32     | Construite |
| 6     | Tour Oxygène    | 2010              | 116     | 28     | Construite |
| 7     | Tour Swiss Life | 1982              | 82      | 21     | Construite |

#### Tour Part-Dieu
La tour Part-Dieu, encore couramment appelée « tour du Crédit lyonnais » (ancienne dénomination avant 2008) ou « le Crayon » en raison de sa forme, se situe aux abords du centre commercial (esplanade) et a constitué pendant de nombreuses années l'unique gratte-ciel de Lyon (165 mètres pour 42 étages). Bâtie de 1972 à 1977, c'est l'ouvrage du cabinet américain Araldo Cossutta & Associates, avec un hôtel et un restaurant panoramique au 32e étage de la tour.

#### Tour Swiss Life
La tour Swiss Life, toute vitrée, rectangulaire et d'une largeur importante, est située angle boulevard Marius-Vivier-Merle et rue de Bonnel. Il s'agit de la quatrième tour la plus haute du quartier depuis l'édification de la tour Oxygène et la tour Incity. Elle accueille notamment la société Swiss Life. Une sculpture de plaques métalliques identiques (au logo évidé Swiss Life) soudées symbolisant une main aux doigts tournés vers le haut (qui recueille) est exposée devant la fosse qui entoure la tour.

#### Tour Incity
La ville de Lyon s'est dotée en 2015 d'une troisième tour : Incity. La tour, qui culmine à 200 mètres grâce à son antenne et dont le toit s'élève à 170 mètres de haut, est devenue la première tour BBC (Bâtiment Basse Consommation) de centre-ville. Avec 39 étages, Incity offre une surface de 42 000 m2 de bureaux. Les architectes Denis Valode et Albert Constantin ont conçu ce projet, dirigé par Sogelym Dixence. Incity est la plus grande en taille et chronologiquement la 6e tour de Lyon, après la tour Part-Dieu (165 m), la tour Oxygène (115 m), la tour Panoramique (90 m, 1972, immeuble d'habitation), la tour Swiss Life (82 m) et la Tour EDF Lyon (80 m).
Elle a remplacé la Tour UAP inoccupée depuis 1994 et déconstruite en 2012.

#### Tour EDF
D'une hauteur de 80 mètres, la tour EDF Lyon de la Part-Dieu accueillait le siège régional d'EDF. Elle a été construite en 1975 selon les plans de l'architecte Jean Zumbrunnen.
Cette tour est vidée de ses occupants depuis 2013 et devrait être rehaussée à 129 mètres dans le cadre du programme Silex 2.

#### Tour Oxygène
L'année 2006 a marqué le coup d'envoi de la réalisation d'une nouvelle tour lyonnaise, la tour Oxygène, à proximité de l'actuelle tour Part-Dieu (en place du « Lot R », à l'angle du Centre Commercial et de la rue de Bonnel) et de la gare TGV. Conçue par le cabinet Arte Charpentier & Associés, la tour Oxygène, haute de 117 mètres, comprend un ensemble commercial (le « Cours Oxygène ») de 11 000 m2 de surface de vente relié au centre commercial existant (25 magasins supplémentaires), ainsi que 28 000 m2 de bureaux dans la tour. La SNCF a installé ses directions nationales de l'informatique et des télécommunications dans ce nouveau bâtiment, ainsi que l'ADERLy (l'Agence de Développement Économique de la Région Lyonnaise), considérée comme étant le « World Trade Center » de Lyon, auparavant installée à la Chambre de Commerce de Lyon. La construction a démarré au premier semestre 2007, et l'inauguration a eu lieu le 2 juin 2010.

#### Tour To-Lyon
Le chantier de cette tour de 170 mètres de hauteur a démarré en 2019 avec la démolition des anciens immeubles présents à l'entrée de la gare de Lyon-Part-Dieu, puis avec la pose de la première pierre en septembre de la même année au niveau de la place Charles-Béraudier. La livraison de l'ensemble immobilier a eu lieu le 7 novembre 2023.

### Les halles Paul Bocuse
Les immeubles d'habitation de Moncey-Nord est une opération de 1956-1965 avant la constitution du plateau de La Part-Dieu. Un petit centre commercial entre les immeubles y est mis. 

On construit devant cet ensemble les nouvelles halles, qui déménagent du quartier des Cordeliers. Elles sont destinées au commerce de bouche et de produits fins, et inaugurées en 1971.
Rénovées en 2006 par une façade en verre, elles ont été baptisées du nom du célèbre cuisinier de Collonges-au-Mont-d'Or, Paul Bocuse. Elles accueillent environ 1,2 million de visiteurs par an.

### Le centre commercial
Face à la gare, le centre commercial de La Part-Dieu est un immense complexe (127 300 m2) de plus de 260 boutiques. Accueillant près de 100 000 visiteurs chaque jour, il était le plus grand centre commercial de centre-ville d'Europe à sa création en 1975. En 2011, l'intérieur du centre commercial fut entièrement rénové. Le groupe Unibail-Rodamco, copropriétaire et gestionnaire du centre, a confié à l'agence hollandaise MVRDV un vaste projet de rénovation et d'ouverture du centre sur la ville.

### La gare

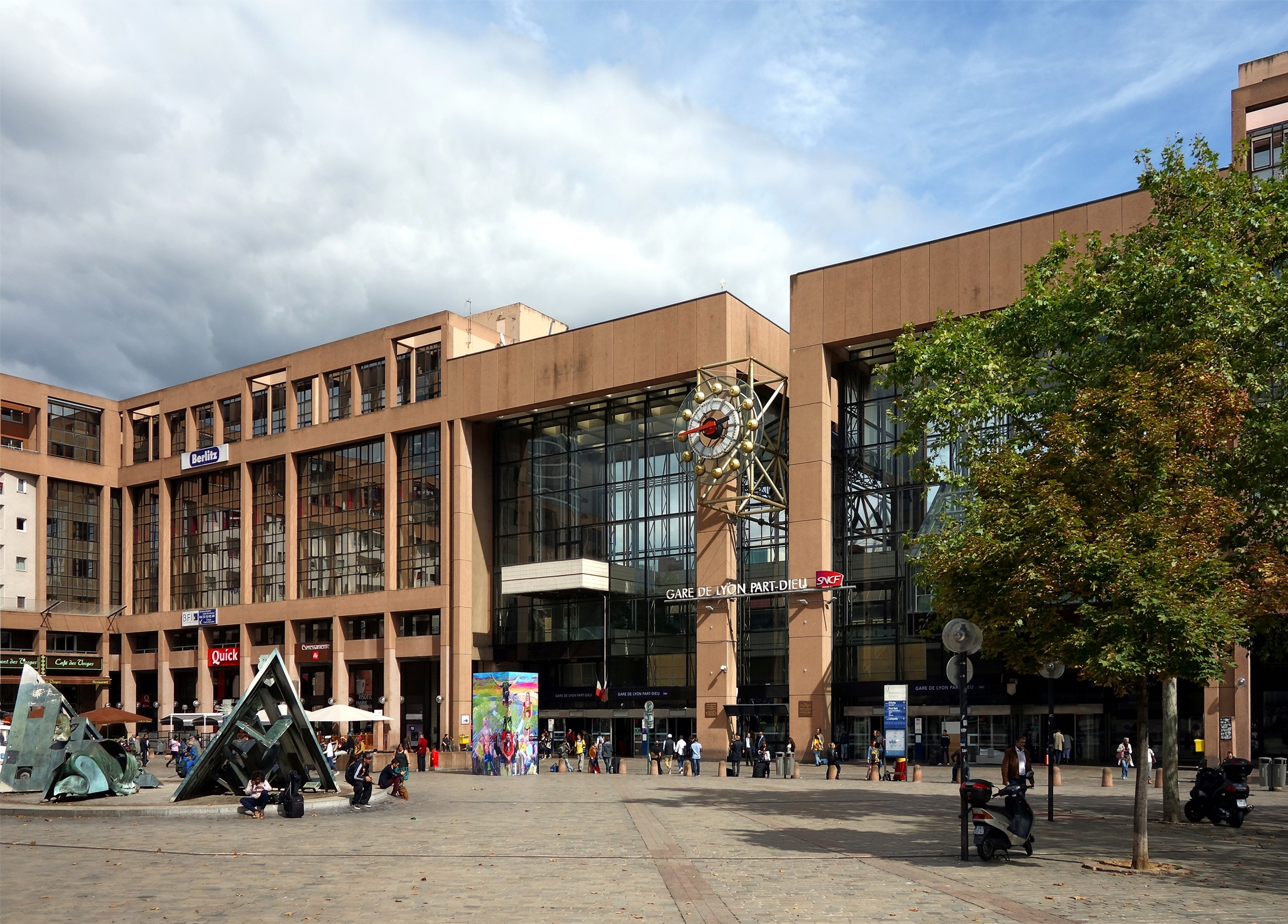
La gare de Lyon-Part-Dieu.

- Jouxtant le centre commercial, la gare de Lyon-Part-Dieu est la principale gare de l'agglomération lyonnaise, traitant principalement le trafic national (le trafic régional étant également en partie traité au départ de la gare de Lyon-Perrache, même si les TGV Lyon-Paris desservent ces deux gares). Cette gare, dont la construction débute en 1978 et s'achève en 1983, a remplacé la gare des Brotteaux. C'est la première gare d'Europe pour le nombre de voyageurs en correspondance.
- Depuis Lyon Part-Dieu partent des TGV directs pour Paris-Gare-de-Lyon, Lille, Strasbourg, Nancy, Metz, Bruxelles, Valence, Avignon, Aix-TGV, Marseille, Toulon, Cannes, Nice, Nîmes, Montpellier, Toulouse, Nantes, etc.
- Depuis cette même gare partent des trains inter-régionaux directs pour Dijon, Besançon, Avignon, Clermont-Ferrand, Tours, Nantes, etc.
- Toujours depuis la gare de Lyon Part-Dieu, de très nombreux TER partent pour la plupart des grandes villes de la Région Rhône-Alpes dont Villefranche-sur-Saône, Mâcon, Bourg-en-Bresse, Chambéry, Grenoble, Valence-Ville, Saint-Étienne, Roanne, mais aussi la Suisse avec Genève, etc.
- Dans le cadre du projet urbain Lyon Part-Dieu, la gare et ses abords doivent être transformés en un véritable pôle d'échanges multimodal. Actuellement saturée, la gare sera d'ici 2022 redimensionnée en voyant sa superficie multipliée par deux avec notamment l'installation de deux nouvelles galeries à l'Est et à l'Ouest, une nouvelle entrée le long de l'avenue Pompidou et un espace destiné aux mobilités durables (vélostation, Citiz) sous la place Béraudier en direction du métro.

### L'Hôtel du Grand Lyon, siège de la métropole de Lyon
Auparavant appelée la CoUrLy, la Communauté Urbaine du Grand Lyon fut équipée, dans et dès l'origine de ce quartier, d'un siège où se rassemblent les conseillers communautaires, aujourd'hui nommé Hôtel du Grand-Lyon depuis la loi de décentralisation de Gaston Defferre en 1983, la dénomination « Grand-Lyon » ayant été décidée par l'assemblée sous le mandat de Raymond Barre (1995 - 2001).
En 2015, la Communauté Urbaine devenant métropole Européenne, l'Hôtel du Grand Lyon devient, de fait, le siège de la métropole de Lyon.

### L'auditorium Maurice-Ravel
Construit en 1975, l'auditorium Maurice-Ravel est une salle de concert qui compte 2 120 places. Principalement orienté vers la musique classique, il accueille également des concerts de musique du monde, de jazz, de variétés et des ciné-concerts. Il est le siège de l'Orchestre national de Lyon. Une campagne de rénovation a sensiblement amélioré son acoustique. L'auditorium est également dépositaire de l'orgue historique du palais du Trocadéro (1878), un Cavaillé-Coll dont la rénovation totale est prévue pour 2009 et qui, après une éclipse, est largement utilisé depuis la saison 2006-2007.

### La bibliothèque
Ouverte au public en 1972, la bibliothèque de la Part-Dieu, conçue sous la direction d'Henri-Jean Martin, alors directeur de la bibliothèque, est la plus grande bibliothèque municipale de France (27 290 m2). Son élément architectural le plus visible est son silo à livres, de couleur noire, qui contient 1,8 million de documents, du Moyen Âge à nos jours. En 2007, une entrée principale a été ouverte face à la gare, plus visible que l'entrée d'origine, cachée par le centre commercial.

### Le fort et la prison Montluc
Hauts-lieux de mémoire et d'histoire, le fort Montluc et la prison Montluc, respectivement construits en 1831 et en 1921, constituent l'extrémité Sud-Est du quartier de la Part-Dieu. La prison Montluc a notamment servi pendant la Seconde Guerre mondiale de lieu de détention pour les résistants et les juifs. Jean Moulin, Marc Bloch, les enfants d'Izieu et plus de 8 000 juifs y ont été incarcérés.

### Les Archives départementales et métropolitaines
Située dans le secteur Part-Dieu Sud, les archives départementales et métropolitaines occupent depuis 2014 un nouveau bâtiment d'une surface utile de 13 783 m2 dont le projet a été créé à l'agence lyonnaise Bruno Dumetier. Le bâtiment est composé d'un socle en basalte, d'un corps principal en métal (alliage d'aluminium et de cuivre) pour les magasins et d'un couronnement en verre pour les bureaux dégage une impression de solidité et de transparence.

### L'Esplanade Nelson Mandela
Situé de part et d'autre de l'avenue Félix Faure, entre les rues Général Mouton-Duvernet et Jeanne Hachette, cet espace public verdoyant était anciennement appelé Esplanade du Dauphiné. Il est renommé en 2014 en hommage à l'homme d'État sud-africain, prix Nobel de la Paix.

### La Cité administrative d'État
Un ensemble d'immeubles de bureaux abritent différents services administratifs : centre des impôts, direction régionale de l'INSEE, direction régionale de l'équipement, etc.

### L'habitat
Le changement de population entre les premiers occupants locataires du parc essentiellement social du quartier a eu lieu au tournant du XXIe siècle, avec la nouvelle accession à la propriété par des nouveaux habitants (rotation globale habituelle en centre-ville de grosse commune).

### L'association Habitat Jeune
L'association Habitat Jeune est une association gestionnaire de foyers de jeunes travailleurs. Elle propose des logements et des services pour des jeunes de 16 à 32 ans. Ces locations sont accessibles aux jeunes actifs (étudiants, jeunes en formation, stagiaires, apprentis, jeunes en alternance, salariés…). La résidence Habitat Jeune Part-Dieu, où se situe également le siège social de l'association, est ouverte depuis le 9 mai 2011. Elle propose 193 logements (logement individuel ou en colocation) tout équipés, une salle informatique, un restaurant…

## Éducation
La Part-Dieu accueille plusieurs établissements d'enseignement supérieur, notamment les écoles de commerce ISG et MBway, ou encore les écoles d'ingénieurs IPSA (aérospatiale) et Sup'Biotech (biotechnologies).

## L'avenir

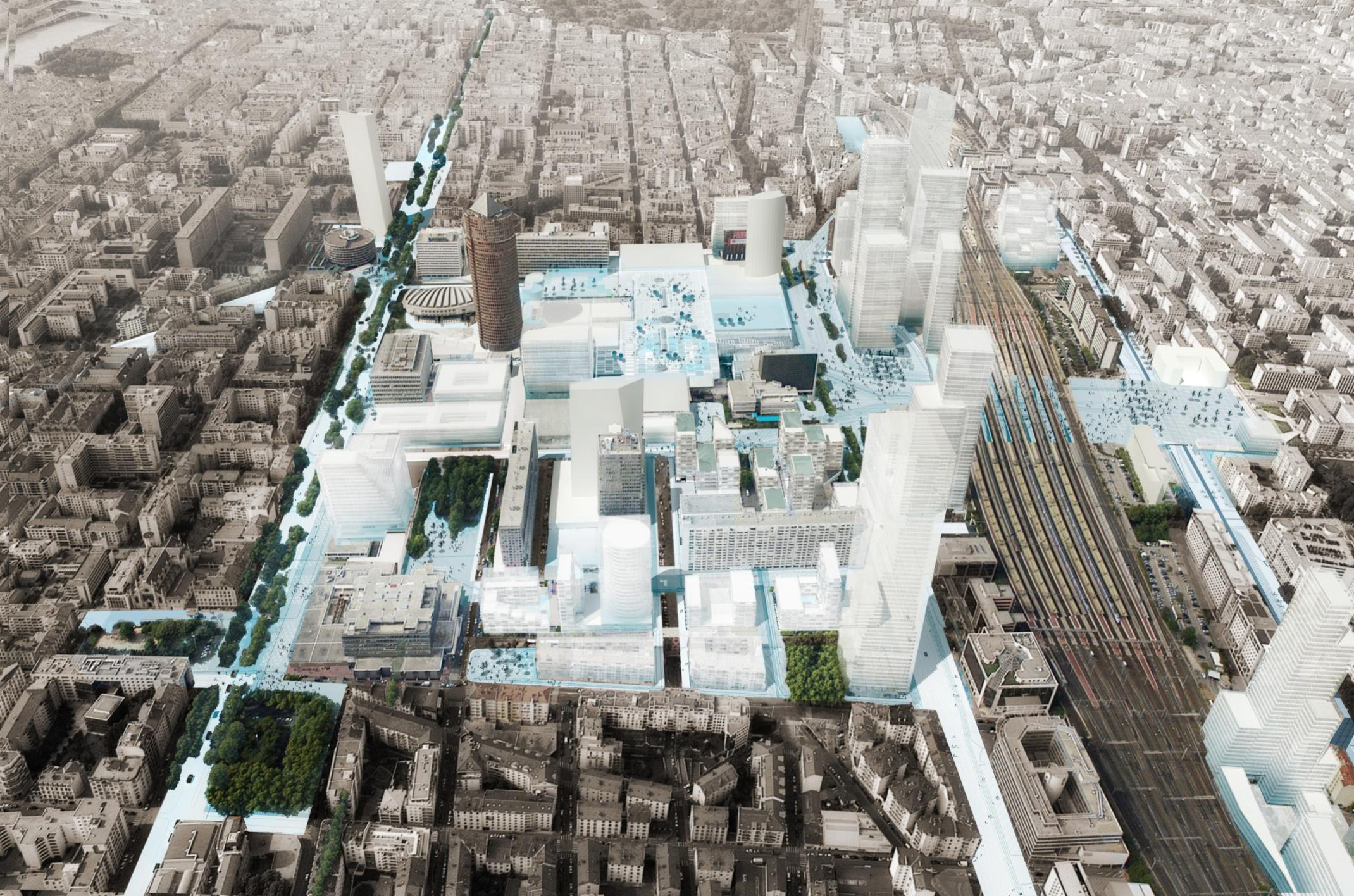
Part-Dieu d'ici 2020/2025.

### Le projet urbain Lyon Part-Dieu
De 2010 à 2014, la Métropole de Lyon a lancé un projet urbain dans le quartier de la Part-Dieu, au sein de la Mission Part-Dieu. Conçu par l'équipe d'urbanistes-architectes de l'AUC, ce projet se développe autour des questions de mobilités, de performance économique et de qualité de vie dans un quartier situé en centralité métropolitaine.
Sans faire table rase du passé et du style architectural de la Part-Dieu, le projet renouvelle le quartier en articulant réhabilitations et constructions neuves, pour « reconstruire la ville sur elle-même » dans le respect de l'identité des lieux.
Depuis 2015, le projet est conduit par une Société publique locale (SPL), outil d'aménagement de la Ville et de la Métropole de Lyon sur un périmètre de 177 hectares, et co-produit par un grand nombre d'acteurs privés et publics.
Les objectifs du projet à l'horizon 2030 :
- Faire de la Part-Dieu un quartier plus agréable à vivre : aménagement des espaces publics selon le concept de « sol facile », construction de logements, développement de services et de commerces (socles actifs), rénovation du centre commercial, meilleure intégration à la ville
- Réaliser un quartier tertiaire de référence en Europe : développement de l'immobilier pour les grandes entreprises, TPE et PME, stratégie d'innovation urbaine et architecturale, création d'emplois
- Repenser les mobilités durables : pôle d'échange multimodal intégrant le redimensionnement de la gare, meilleur partage de l'espace public en faveur des piétons et des cycles, augmentation de l'offre de transport en commun

Le projet en quelques chiffres :
- création de 650 000 m2 de bureaux supplémentaires
- accueil de 40 000 nouveaux emplois
- construction de 2 200 logements, soit environ 150 000 m2 de logement
- 200 000 m2 d’équipements dédiés aux services, aux commerces, aux loisirs et à l’hôtellerie
- aménagement de 30 hectares d'espaces publics (places urbaines et voiries)
- superficie de la gare multipliée par 2
- 2 000 places de vélo supplémentaires
- un investissement estimé à 2,5 milliards d'euros de la part de l'ensemble des opérateurs, privés et publics

### Quatre secteurs de projet
Le projet urbain identifie quatre secteurs de projets aux enjeux différenciés :
- Secteur de la gare / pôle d'échanges multimodal (PEM) : ce secteur où convergent de nombreux flux locaux, régionaux, nationaux et internationaux est repensé pour s'adapter aux déplacements et mieux intégrer les mobilités durables. Le projet prévoit un agrandissement qualitatif de la gare à l'Est et à l'Ouest avec la création d'un 3e accès avenue Pompidou. La gare sera plus ouverte sur le quartier et sur la ville, avec l'aménagement des deux places situées de part et d'autre du bâtiment : places Charles Béraudier et place de Francfort. Le projet de PEM vise à rééquilibrer les accès en faveur des modes doux (piétons, cycles) et des transports en commun : gare routière réaménagée, stations taxis, nouveaux parkings, vélostations…
- Secteur cœur Part-Dieu : ce secteur regroupe les principaux équipements et espaces publics du quartier. Il intègre le centre commercial qui doit être agrandi, rénové et plus ouvert sur le quartier : nouvelle façade, aménagement d'un toit-terrasse, nouvelle entrée côté Vivier-Merle, aménagement d'une traversée piétonne connectant la gare à la rue Garibaldi. Le secteur intègre également plusieurs projets immobiliers d'envergure (dont la tour Incity) et la rue Garibaldi.
- Secteur Part-Dieu Sud : ce secteur en fort développement doit être structuré pour être mieux intégré dans son contexte urbain. Il accueille plusieurs projets d'immobilier d'entreprises avec socles actifs et des logements.
- Secteur Lac Cuirassiers : ce secteur est le plus favorable au développement de l'habitat, il accueillera aussi divers projets d'immobilier d'entreprise.

### Deux grands principes d'aménagement déclarés: «sol facile» et «socles actifs»
L'un des éléments de dysfonctionnement au début des années 2000 du quartier de la Part-Dieu tenait à son urbanisme de dalle qui fragmente l'espace public en plusieurs niveaux et rend les circulations piétonnes difficiles. Elles sont obligées à se rattacher à des circulations verticales en fait ponctuelles qui s'avèrent insuffisantes, les passerelles ayant été supprimées pour des raisons de sécurité ou bien n'ont pas été réalisées.
Pour y remédier, le projet urbain des décennies 2000-20 suit l'idée d'un « sol facile » : les espaces publics (ou accessibles au public dans le secteur habitat pour tisser du lien entre les immeubles et le sol) sont redessinés à partir des flux et ses usages, entre les espaces en hauteur et les terrasses (les escaliers mécaniques les plans inclinés sont envisagés en plan-masse au cours du projet et formulés en suivant les déclarations des acteurs qui se présentent).
Cette « multi-fonctionnalité » est encouragée par l'obligation de créer des « socles actifs » (rez-de-chaussée de commerces et/ou services)  dans l'objectif de dessiner à terme un « quartier plus vivant » et des espaces publics mieux connectés aux bâtiments, selon l'argument public des décideurs politiques du projet .
Dans chaque nouveau programme jusqu'en 2020, la Part-Dieu a été déclarée centre urbain de même importance que Bellecour. Il a été installé la connectivité rapide entre quartiers de Lyon (intra et extra muros) par les transports en commun sur rail. En surface à Lyon, le SYTRAL a opté pour la capacité des bus à se dévier de leur itinéraire suivant les travaux urbains.